# John Charles
John Charles, CBE (ur. 27 grudnia 1931 w Swansea, 21 lutego 2004 w Wakefield) – walijski piłkarz.
Urodził się w Swansea. Był wychowankiem Swansea Town. W wieku 17 lat rozpoczął grę w Leeds United, dla której to drużyny zdobył 150 bramek w ciągu 8 lat, w tym aż 42 w sezonie 1953–1954. W 1957 przeszedł do Juventusu za rekordową wtedy kwotę 65,000 funtów. W ciągu 5 lat spędzonych w Juventusie zdobył 93 bramki w 155 meczach, wygrywając trzykrotnie scudetto (mistrzostwo Włoch) oraz dwukrotnie Puchar Włoch. Otrzymał przydomek Il Gigante Buono (Łagodny Olbrzym) ze względu na fakt, iż nigdy nie został ukarany. Fani Juventusu uważali Johna Charlesa za najlepszego zagranicznego zawodnika w drużynie w całej jej historii.
Po opuszczeniu Juventusu Charles powrócił do Leeds United, potem grał jeszcze dla AS Roma i Cardiff City, gdzie zakończył karierę. W późniejszym okresie został menedżerem Hereford United F.C. oraz Merthyr Tydfil F.C. oraz kierownikiem technicznym kanadyjskiej drużyny Hamilton Steelers.
Pierwszy występ w drużynie narodowej Walii John Charles zaliczył krótko po ukończeniu 18 lat. Stał się czołowym zawodnikiem drużyny, dochodząc z nią do ćwierćfinałów w mistrzostwach świata w 1958, gdzie Walia została pokonana 1:0 przez Brazylię (gol Pelego).
Po przejściu na emeryturę prowadził przez wiele lat pub w Yorkshire. W 2001 został nagrodzony komandorią Orderu Imperium Brytyjskiego. Do ostatnich lat regularnie uczęszczał na mecze Leeds United. W 2002 został wiceprzewodniczącym Walijskiego Związku Piłkarskiego (Football Association of Wales).
W Wielkiej Brytanii i Włoszech był bardzo ceniony. W styczniu 2004 dostał zawału serca na krótko przed wywiadem dla włoskiej telewizji. Z powodu problemów z krążeniem dokonano częściowej amputacji jednej stopy.